# Zeche Martha

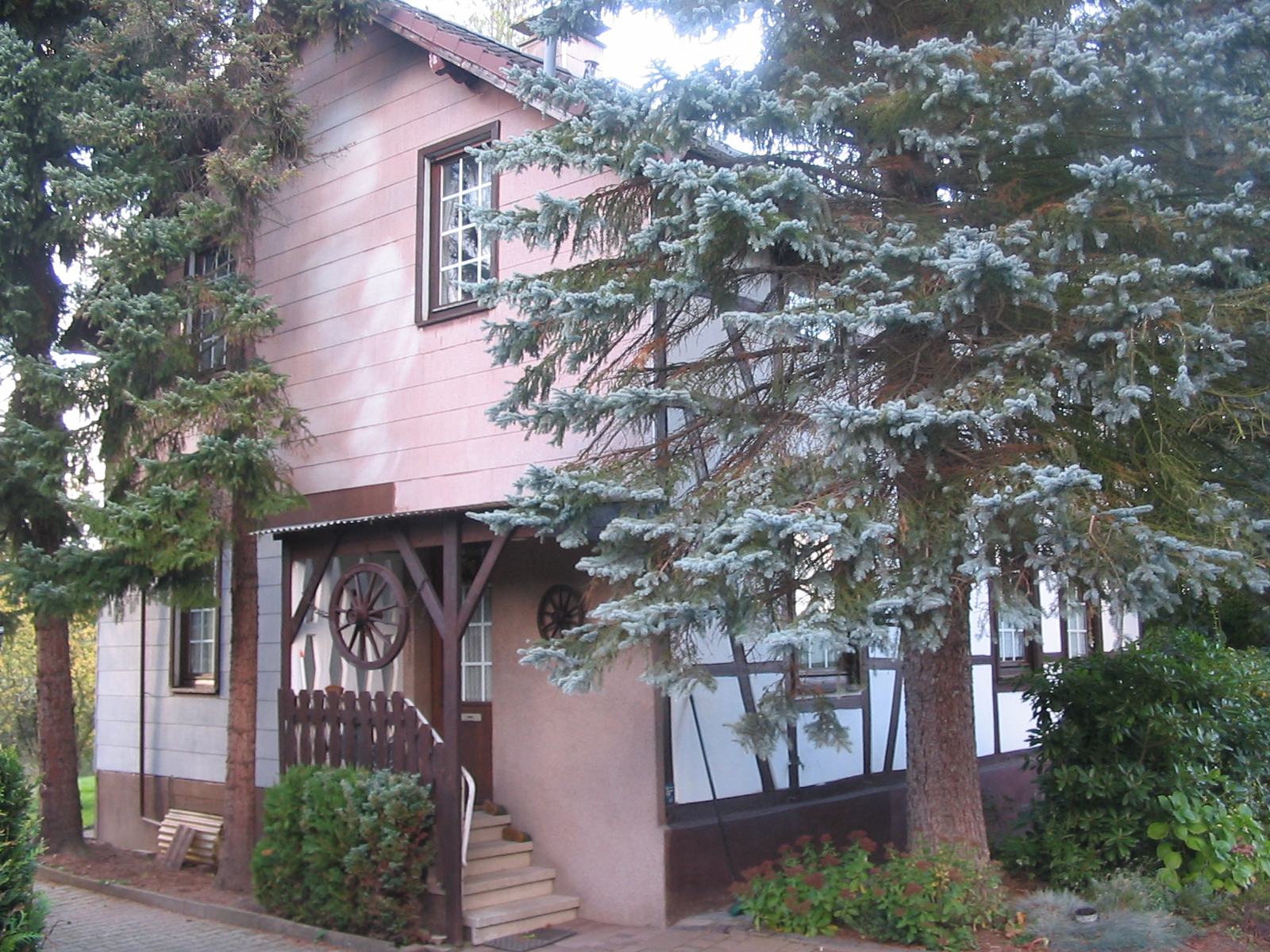
Ehemaliges Steigerhaus

Die Zeche Martha war ein Steinkohlenbergwerk in Bommern. Das Grubenfeld des Bergwerks befand sich westlich vom Nordausgang des Muttentales. Die Zeche Martha gehörte zum Geschworenenrevier Hardenstein des Märkischen Bergamtsbezirks. Heute ist das ehemalige Bergwerk Teil des Bergbauwanderweges Muttental.

## Geschichte

### Die Anfänge
Die Geschichte der Zeche Martha begann 1782 mit der Mutung von Kohlevorkommen. Zu diesem Zeitpunkt waren die Kohlenvorräte oberhalb der Talsohle bereits in einem erheblichen Umfang abgebaut. Das Bergwerk war anschließend zwischen dem Muttental und der späteren Ruhrtalbahn in Betrieb. Noch im selben Jahr wurde das Bergwerk in der Niemeyerschen Karte aufgeführt. Im Jahr 1794 wurde die Abbaugenehmigung, die sogenannte Belehnung, erteilt. Ab dem Jahr 1796 lag das Bergwerk für mehrere Jahre still. In der ersten Hälfte des 19. Jahrhunderts kam es zu Grenzstreitigkeiten mit den Gewerken der Zeche Nachtigall. Am 23. Oktober des Jahres 1837 wurde ein Längenfeld an Mitglieder der Familien Küper, Oberste Frielinghaus und Berger verliehen. Zu diesem Zeitpunkt war das Flöz Geitling oberhalb der Stollensohle bereits abgebaut. Aus diesem Grund ließen die Gewerken von Martha an der heutigen Herbeder Straße, westlich der heutigen Wirtschaft Kesper, nach der Kohlenbank suchen. Bei den Schürfarbeiten kam es zu Problemen mit einströmendem Grundwasser. Der Wasserzufluss war so stark, dass die Arbeiter das Wasser mit Handpumpen kaum abpumpen konnten.

### Übergang zum Tiefbau
Im Jahr 1832 begann man mit den Teufarbeiten für den Schacht Brassert. Der Schacht wurde tonnlägig abgeteuft. Der Schacht wurde zur gleichen Zeit mit dem bis heute erhaltenen kombinierten Schachthaus und Maschinengebäude ausgestattet. Im Juli des Jahres 1846 wurde das Bergwerk erneut in Betrieb genommen. Zweck dieser Inbetriebnahme war der Übergang zum Tiefbau. Damit man auch unterhalb des Ruhrwasserspiegels abbauen konnte, begann man im selben Jahr mit den Arbeiten. Im Bereich der Einmündung des Muttenbachs ins Ruhrtal wurde ein querschlägiger Stollen angesetzt. Außerdem wurde der Schacht Brassert weitergeteuft. Der Schacht war zuvor wegen eines Wassereinbruchs gestundet worden und sollte nun als Kunstschacht genutzt werden. Nachdem der querschlägige Stollen etwa 60 Meter aufgefahren worden war, stieß man auf alte Grubenbaue. Nachdem man auf das Flöz gestoßen war, wurde an dieser Stelle ein Haspelkammer eingerichtet. Im Flöz wurde der Schacht Brassert weiter tonnlägig abgeteuft.

### Der weitere Betrieb
Im Jahr 1847 wurde mit dem Abbau begonnen. Im Januar des Jahres 1848 erreichte der Schacht Brassert eine Teufe von 90 Metern. Die abgebauten Kohlen wurden über ein Gleis mittels Handhaspel hochgefördert. Anschließend wurden sie über den Stollen weiter nach über Tage gefördert. Von dort wurden sie über ein Gleis durch die Ruhrwiesen bis zur Kohlenniederlage an der Burgruine Hardenstein transportiert. Noch im selben Jahr wurde das Bergwerk aufgrund von Absatzmangel stillgelegt. Im Januar des Jahres 1851 wurde das Bergwerk wieder in Betrieb genommen. In diesem Jahr wurde auch Schacht Brassert wieder in Betrieb genommen. Von der untertägigen Haspelkammer wurde ein Aufhauen aufgefahren, das nach über Tage durchschlägig war. Über Tage wurde ein Kesselhaus mit einem 25 Meter hohen Schornstein errichtet. Es wurde eine Dampfmaschine installiert, die zur Wasserhaltung und als Fördermaschine genutzt werden sollte. Die Maschine hatte eine Nutzleistung von 20,8 PS und machte 18 Hübe pro Minute. Im November desselben Jahres wurde die Maschine in Betrieb genommen. Außerdem wurde eine untertägige Verbindung zur Zeche Widerlage erstellt. Über den Widerlagestollen wurden anschließend Teile des Abbaus von Martha gefördert. Im Jahr 1852 erreichte der Schacht Brassert eine flache Teufe von 170 Lachtern.
Im Jahr 1853 wurde bereits eine flache Teufe von 240 Lachtern erreicht. Bereits durch die Vorrichtungsarbeiten wurde eine annehmbare Kohleförderung erzielt. Im selben Jahr wurden nahe der Stollenmundlöcher ein Bethaus und eine Schmiede errichtet. In der Schmiede wurden von bis zu sechs Bergschmieden das Gezähe und die Geräte der Bergleute instand gesetzt. Im Jahr darauf hatte der Schacht Brassert bereits eine flache Teufe von 296 Lachtern. Im Jahr 1855 erreichte der Schacht Brassert eine flache Teufe von 315 Lachtern, die seigere Teufe betrug somit 120 Meter. Im selben Jahr wurde aus dieser Teufe im Schacht Brassert gefördert. Der Schacht hatte eine Neigung von 15,95 bis 24,2 Gon. Für die Förderung war der Schacht mit Fördergestellen ausgerüstet, auf denen zwei Hunte Platz hatten. Aufgrund zunehmender Wasserzuflüsse war die alte Wasserhaltungsmaschine den Anforderungen nicht mehr gerecht und musste durch eine stärkere Maschine ersetzt werden. Für die Wasserhaltung wurde noch im selben Jahr eine neue, direkt wirkende Hochdruckdampfmaschine installiert. Diese Maschine hatte eine Leistung von 100 PS und wurde im Schachtgebäude aufgestellt. Die alte Wasserhaltungsmaschine wurde weiter als Fördermaschine genutzt. Gegen Ende desselben Jahres brach der Schacht Brassert zusammen und musste zunächst aufgegeben werden. Hinzu kamen noch Probleme mit dem Flöz. Dieses war in Richtung Westen in drei Bänke aufgespalten. Während anfangs nur eine schmale Gesteinsschicht von etwa neun Zentimetern das Flöz in zwei Teile spaltete, war der Bergepacken mittlerweile über einen Meter mächtig. Dies führte dazu, dass nur die Oberbank mit 58 Zentimeter Mächtigkeit gewonnen werden konnte.

### Die letzten Jahre
Im Jahr 1856 wurde der Schacht Brassert wieder aufgewältigt. Bis zum Ort No. 26 wurden die Schachtstöße durch eine Schachtmauerung gesichert. Der untere Teil des Schachtes bis zum Ort No. 28 blieb jedoch unzugänglich. Grund hierfür war das gestiegene Grubenwasser. Es wurde versucht, das Wasser durch die eigene Wasserhaltungsmaschine zu heben. Eine weitere Möglichkeit war das Lösen des Wassers über die IV. und die V. Sohle der Zeche Nachtigall Tiefbau. Durch einen Durchschlag mit diesen beiden Sohlen erhofften sich die Gewerken von Martha, den tieferen Teil der Grube wieder trockenlegen zu können, um die dort angesetzten Örter wieder mit Bergleuten belegen zu können. Am 18. März des Jahres 1856 wurde ein Lösungsvertrag mit der Zeche Nachtigall Tiefbau geschlossen. Dieser Lösungsvertrag sah vor, dass zwischen den beiden Bergwerken mehrere untertägige Verbindungen erstellt werden sollten. Außerdem wurde vereinbart, den zwischen beiden Bergwerken bestehenden Sicherheitspfeiler gemeinsam abzubauen. Zunächst wurden auf der 3. und der 4. Sohle der Zeche Nachtigall die Richtstrecken im Flöz Geitling bis in das Grubenfeld der Zeche Martha weiter aufgefahren. Im Jahr 1857 erfolgte der Durchschlag zwischen beiden Bergwerken. Ab April desselben Jahres wurde die Wasserhaltung von den Pumpen im Schacht Herkules übernommen. Nun wurden die unteren Grubenbaue von Martha gesümpft. Auf Martha wurden noch im selben Jahr die Wasserhaltungsmaschine außer Betrieb genommen und begonnen, die Pumpen auszubauen. Der Schacht Brassert konnte in diesem Jahr bis unterhalb der V. Tiefbausohle von Nachtigall wieder aufgewältigt werden. Die große Wasserhaltungsdampfmaschine wurde anschließend an die Zeche Frischauf verkauft. Im Jahr 1860 wurde im Bereich der 7. Sohle abgebaut. Noch im selben Jahr erfolgte der Zusammenschluss mit der Nachbarzeche Nachtigall. Im Jahr 1861 wurde die Förderung im Schacht Brassert dauerhaft beendet. Noch im selben Jahr wurde Zeche Martha mit dem Nachbar-Bergwerk Nachtigall vereint.

## Förderung und Belegschaft
Die ersten Förder- und Belegschaftszahlen stammen aus dem Jahr 1847, in diesem Jahr wurden 10.349 Scheffel Steinkohle gefördert. Die Belegschaftsstärke schwankte in diesem Jahr zwischen vier und 27 Beschäftigten. Im Jahr 1855 stieg die Jahresförderung auf 20.000 t Steinkohle und die Grube hatte 115 Beschäftigte. Abgebaut wurden hochwertige Esskohlen. Vom Sommer 1859 bis zum Sommer 1860 wurde eine Förderung von 120.334 preußische Tonnen Steinkohle erbracht. Davon waren 89.141 preußische Tonnen melierte Kohlen, der Rest war Kohlengrus. Dies sind die letzten Förder- und Belegschaftszahlen der Zeche Martha.

## Nachnutzung
Seit 1884 werden die früheren Übertage-Anlagen, also besagtes Schachthaus samt Maschinengebäude, als Wohngebäude genutzt. Das Gebäudeensemble ist bis heute erhalten und gehört unter der Adresse „Auf der Martha 1“ zu den Sehenswürdigkeiten des Bergbauwanderweges Muttental.